# Ludwig Andreas Buchner
Ludwig Andreas Buchner (Monaco di Baviera, 23 luglio 1813 – Monaco di Baviera, 23 ottobre 1897) è stato un farmacologo tedesco.

## Carriera
Dopo aver frequentato dei corsi a Monaco, continuò la sua formazione presso l'Università di Giessen e Parigi. Nel 1839 ottenne il dottorato, e un dottorato di medicina nel 1842. Nel 1847 diventò professore associato di chimica clinica e patologica a Monaco di Baviera, e in seguito professore di farmacia e tossicologia nel 1852.
Nel 1849 diventò membro dell'Accademia Imperiale bavarese delle Scienze di Monaco.
Dal 1852 al 1876 fu direttore del Repertorium für die Pharmacie, un diario fondato da suo padre. Nel 1872 pubblicò Commentar zur Pharmacopoea Germanica (due volumi con testo germanico). Inoltre, è accreditato per aver scritto un certo numero di articoli al Allgemeine Deutsche Biographie.
Suo padre era il farmacologo Johann Andreas Buchner (1783-1852).

## Opere
- Commentar zur Pharmacopoea Germanica mit verdeutschendem Texte : für Apotheker, Aerzte und Medicinal-Beamte ; in 2 Bden. Bd. 2,1 . Oldenbourg, München 1878 Digital edition by the University and State Library Düsseldorf
- Commentar zur Pharmacopoea Germanica mit verdeutschendem Texte : für Apotheker, Aerzte und Medicinal-Beamte ; in 2 Bden. Bd. 2,2 . Oldenbourg, München 1884 Digital edition by the University and State Library Düsseldorf